# Stevan
Pour les articles homonymes, voir Manuel.
Stevan Manuel, né le 11 juin 2008 à Lisbonne, est un footballeur portugais qui joue au poste de milieu offensif au Benfica.

## Biographie

### Carrière en club
Né à Lisbonne en Portugal, Stevan Manuel est formé par le Benfica, où il s'illustre d'abord en équipes de jeunes avec le club de championnat du Portugal,.

### Carrière en sélection
Stevan Manuel est international junior avec l'équipe du Portugal des moins de 17 ans à partir de septembre 2024.
Il est convoqué avec l'équipe du Portugal des moins de 17 ans pour participer au Championnat d'Europe des moins de 17 ans qui a lieu en mai et juin 2025,. La Portugal atteint la finale de la compétition après l'avoir emporté au tirs au but face à l'Italie (après un match nul 2-2),.
Les lusitaniens remportent ensuite la compétition en s'imposant 3-0 contre la France en finale,,,.

## Vie privée
Stevan est le neveu de l'international portugais Renato Sanches.

## Palmarès
Portugal -17 ans
- Championnat d'Europe
  - Champion en 2025